# Вызванный потенциал
Вызванный потенциал (сокр. ВП) - это электрический потенциал определённого вида, записанный из некоторой части нервной системы, наиболее часто мозга, человека или животных после воздействия стимула, такого как вспышка света или чистый звук. Различные типы потенциалов являются результатом стимулов разных модальностей и типов.
ВП отличается от спонтанных потенциалов, обнаруживаемых с применением электроэнцефалографии (ЭЭГ), электромиографии (ЭМГ) или другого электрофизиологического метода записи. Такие потенциалы полезны для электродиагностики и мониторинга, которые включают в себя обнаружение заболеваний и связанных с наркотиками, сенсорных дисфункций, а также интраоперационный мониторинг целостности сенсорных путей.
Амплитуда вызванного потенциала в основном бывает меньше, в диапазоне от менее микровольт до нескольких микровольт, в сравнении с десятками микровольт для ЭЭГ, милливольт для ЭМГ и часто близкими к 20 милливольтам для ЭКГ. Чтобы выделить эти низкоамплитудные потенциалы на фоне текущих ЭЭГ, ЭКГ, ЭМГ и других биологических сигналов и сопутствующего шума, обычно требуется усреднение сигнала. В то время, как сигнал привязан ко времени стимула, большая часть шума имеет случайный характер, что позволяет устранять его усреднением данных, полученных в повторяющихся испытаний.
Записываются и используются сигналы коры головного мозга, ствола головного мозга, спинного мозга и нервов периферической нервной системы. Обычно термин «вызванный потенциал» зарезервирован для обозначения откликов, включающих либо запись, либо стимуляцию структур центральной нервной системы. Поэтому, сложные вызванные потенциалы двигательного действия (моторные ВП - МВП; англ.: evoked compound motor action potentials - CMAP) или потенциалы сенсорного нерва (СВП; англ.: sensory nerve action potentials - SNAP)), используемые в исследованиях нервной проводимости (NCS), обычно не рассматриваются как вызванные потенциалы, хотя они соответствуют приведённому выше определению.
Вызванный потенциал отличается от потенциала, связанный с событием (ПСС), хотя эти термины иногда и используются как синонимы, однако ПСС связан с когнитивной обработкой более высокого уровня  и имеет более длительную задержку. Термин психофизиологии.

## Основные сведения
Вызванные потенциалы применяются для исследования функции сенсорных систем мозга  (соматосенсорной - соматосенсорная система , зрения - зрительная система, слуха - слуховая сенсорная система) и систем мозга ответственных за когнитивные процессы. В основе метода лежит регистрация биоэлектрических реакций мозга в ответ на внешнее раздражение (в случае сенсорных ВП) и при выполнении когнитивной задачи (в случае когнитивных ВП). В зависимости от времени задержки (латентности) вызванного оклика после предъявления стимула ВП принято разделять на коротко-латентные (до 50 миллисекунд), средне-латентные (50-100 мс) и длинно-латентные (свыше 100 мс). Особой разновидностью ВП являются моторные вызванные потенциалы, которые регистрируются с мышц конечностей в ответ на транскраниальное электрическое или магнитное раздражение моторной зоны коры (Транскраниальная магнитная стимуляция). Моторные ВП позволяют производить оценку функции кортико-спинальных (моторных) систем мозга.
Поскольку амплитуда ВП (5-15 мкВ) гораздо меньше амплитуды ЭЭГ в состоянии бодрствования (20-70 мкВ), то для выделения ВП проводят усреднение сигнала, путём проведения нескольких испытаний с предъявлением одного и того же  стимула, после чего осуществляется усреднение  отрезков ЭЭГ, которые следуют сразу после предъявления стимула. В результате постоянные компоненты ВП суммируются и выделяются, а «случайные» составляющие ЭЭГ, наложившиеся на запись во время регистрации ВП, усредняются в  0 (см. Потенциал, связанный с событием#Вычисления). Соотношение сигнал/шум при выделении ВП из ЭЭГ пропорционально квадратному корню из количества проведённых испытаний. Например, если средняя амплитуда ЭЭГ при записи ВП составляет 50 мкВ, то после 25 поданных сигналов уровень шума уменьшится до {\displaystyle 50/{\sqrt {25}}=10} мкВ, после 50 поданных сигналов — до значения около 7 мкВ, после 100 — до 5 мкВ и т. д. Так как при получении когнитивных ВП зачастую используются несколько различных типов сигналов, то для четкого выделения ВП на конкретный тип стимула следует учитывать не общее количество поданных сигналов, а количество поданных сигналов этого типа. Рекомендуется для выделения компонентов с высокой амплитудой подавать 50-60 стимулов, со средней амплитудой — 200—300, с низкой — более 500.
Кроме электроэнцефалографии, для регистрации ВП используют также магнитоэнцефалографию (МЭГ).
Различают зрительные (видио) ВП (ВВП), аудио ВП (АВП), соматосенсорные ВП (ССВП), потенциалы, связанные с событиями (ПСС), когнитивные ВП (КВП), которые являются частным случаем ПСС и моторные ВП (МВП).
Характеристиками вызванных потенциалов являются латентный период (латентность), амплитуда (или площадь), полярность (негативная/позитивная) и форма.
Для диагностических целей наибольшее применение получили коротколатентные аудио, соматосенсорные, видео и моторные ВП. Например, стволовые АВП (Brainstem auditory evoked potentials) используются в качестве стандартного нейрофизиологического теста для исследования поражений ствола мозга и объективной оценки нарушений слуха. Соматосенсорные и моторные ВП позволяют выявить и оценить степень нарушения функции проводящих путей спинного мозга. Зрительные ВП имеют важное значение в диагностике рассеянного склероза.
В научной практике, ВП первоначально выступали как основа для анализа реакций мозга на внешние стимулы, в дальнейшем стали использоваться и для анализа внутренне обусловленных нервных процессов. На основании данных, полученных с помощью этого метода, строятся гипотезы относительно ощущения, восприятия, внимания, интеллекта, функциональной асимметрии мозга и индивидуальной психофизиологической дифференциации. В частности, могут быть зафиксированы биоэлектрические колебания, связанные с активностью двигательной коры (моторный потенциал), с окончанием движения, с состоянием намерения произвести какое-либо действие (Е-волна), пропуска ожидаемого стимула. Форма, амплитуда и латентный период колебаний длинно-латентных вызванных потенциалов обусловлены местом локализации регистрирующего электрода, модальностью и интенсивностью стимула, состоянием и специфическими особенностями индивида.

## Сенсорные вызванные потенциалы
Сенсорные вызванные потенциалы (СВП; англ.: Sensory evoked potentials - SEP) регистрируются в центральной нервной системы после стимуляции органов чувств, например, визуально вызванные потенциалы (ВВП), вызванные мигающим светом или изменяющимся рисунком на мониторе,  слуховые(аудио) вызванные потенциалы (АВП) с помощью щелчка или тонального стимула, представленного через наушники, или тактильный или соматосенсорно вызванный потенциал (ССВП; англ.: somatosensory evoked potential - SSEP) вызывается тактильной или электрической стимуляцией сенсорного или смешанного нерва в периферической нервной системе. Сенсорные вызванные потенциалы широко использовались в клинической диагностике медицине с 1970-х годов, а также в интраоперационном мониторинге нейрофизиологии (IONM), также известном как хирургическая нейрофизиология.
Существует три вида вызванных потенциалов широко используемые в клинических исследованиях: аудио вызванные потенциалы (АВП), обычно записываемые со скальпа, но возникающие на уровне ствола мозга (САВП); визуально вызванные потенциалы и соматосенсорно вызванные потенциалы, которые вызываются электрической стимуляцией периферического нерва. Примеры использования СВП:
- ССВП может быть использован для обнаружения повреждений, в периферическом нерве или спинном мозге.
- ВВП и САВП могут дополнять нейровизуализация как часть работ по диагностике таких заболеваний, как рассеянный склероз.
- ВП с коротким временем ожидания, такие как ССВП, ВВП и САВП, могут использоваться для прогноза развития травматического и аноксического повреждения головного мозга. Ранее после аноксического повреждения головного мозга, отсутствие реакции точно указывает на смертность. При черепно-мозговой травме ненормальный ответ указывает на неспособность оправиться от комы. При обоих типах травм нормальные ответы могут указывать на хороший результат. Более того, восстановление в откликах часто указывает на клиническое выздоровление.

Лонг и Аллен были первыми исследователями, сообщившими о ненормальных слуховых (аудио)  вызванных потенциалах ствола мозга (стволовых аудио вызванных потенциалов - САВП; англ.: brainstem auditory evoked potentials - BAEPs)) у женщины-алкоголички, которая выздоровела от синдрома приобретенной центральной гиповентиляции. Эти исследователи выдвинули гипотезу о том, что ствол мозга их пациентки был отравлен, но не разрушен её хроническим алкоголизмом.

### Стабильно вызванный потенциал
Вызванный потенциал - это электрический ответ мозга на сенсорный стимул. Риган создал аналоговый анализатор рядов Фурье для записи гармоник вызванного потенциала на мерцающий (синусоидально модулированный) свет. Вместо того, чтобы интегрировать синусоидальные и косинусные части, Риган подавал сигналы на двухрежимный рекордер через фильтры нижних частот Это позволило ему показать, что мозг достигает стационарного режима, в котором амплитуда и фаза гармоник (частотных составляющих) отклика становилась примерно постоянными по времени. По аналогии с установившимся откликом резонансного контура, который следует за начальным переходным откликом, он определил идеализированный устойчивый вызванный потенциал (УВП; англ.: idealized steady-state evoked potential - SSEP) как форму отклика на повторяющуюся сенсорную стимуляцию, в которой составляющие частотные составляющие отклика остаются постоянными со временем как по амплитуде, так и по фазе.. Хотя это определение подразумевает серию идентичных временных сигналов, более полезно определить УВП в терминах частотных компонентов, которые являются альтернативным описанием сигнала во временной области, потому что разные частотные компоненты могут иметь совершенно разные свойства. Например, свойства высокочастотного мерцания УВП (пиковая амплитуда которого составляет около 40–50 герц) соответствуют свойствам впоследствии обнаруженных крупноклеточных (magnocellular) нейронов в сетчатке обезьяны макаки, в то время как свойства среднечастотного мерцания УВП (пик амплитуды которого составляет около 15–20 герц) соответствуют свойствам мелкоклеточных (parvocellular) нейронов. Поскольку УВП может быть полностью описан в терминах амплитуды и фазы каждого частотного компонента, то он может быть определён количественно более однозначно, чем усредненный переходный вызванный потенциал.
Иногда утверждают, что УВП вызываются только стимулами с высокой частотой повторения, но это не всегда правильно. В принципе, синусоидально-модулированный стимул может вызывать УВП, даже если его частота повторения низкая. В соответствии с крутизной высокочастотной части УВП высокочастотная стимуляция может привести к почти синусоидальной форме волны УВП, но это не относится к определению УВП.
Используя zoom-FFT для записи УВП с теоретическим пределом спектрального разрешения ΔF (где ΔF в Гц - обратная величина длительности записи в секундах), Риган и Риган обнаружили, что амплитудно-фазовая изменчивость УВП может быть достаточно малой, чтобы полоса пропускания составляющих частотных компонентов УВП может находиться на теоретическом пределе спектрального разрешения, по крайней мере, до 500-секундной длительности записи (в данном случае 0,002  герц).
Повторяющаяся сенсорная стимуляция вызывает устойчивый магнитный отклик мозга, который можно анализировать так же, как УВП.

#### Техника "одновременной стимуляции"
Этот метод позволяет одновременно регистрировать несколько (например, четыре) УВП из любого заданного местоположения на скальпе. В различные местах стимуляции или разные стимулы могут быть с немного отличающимися частотами, которые практически идентичны мозгу, но легко разделяемыми анализаторами Фурье Например, когда два отличающихся источника света модулируются на нескольких разных частотах (F1 и F2) и накладываются друг на друга, в УВП создаются множественные нелинейные компоненты перекрестной модуляции частоты (mF1 ± nF2), где m и n являются целыми числами. Эти компоненты позволяют исследовать нелинейные процессы в мозге. Путем разметки частотами двух наложенных решеток можно выделить и изучить свойства пространственной частоты и настройки ориентации механизмов мозга, которые обрабатывают пространственную форму.. Стимулы различных сенсорных модальностей также могут быть помечены. Например, визуальный стимул подаётся с частотой Fv герц, и одновременный слуховой тон модулируется по амплитуде Fa герц. Наличие компонента (2Fv + 2Fa) в вызванном магнитном ответе мозга показало область аудиовизуальной конвергенции в мозге человека, и распределение этого ответа по скальпу позволило локализовать эту область мозга. В последнее время частотная маркировка была расширена от исследований сенсорной обработки до исследований избирательного внимания и сознания.

#### Техника "развертки"
Метод развертки - это гибридный метод частотной области/временной области. Например, график зависимости амплитуды отклика от размера диаграммы структуры шахматного стимула можно получить за 10 секунд, что намного быстрее, чем при усреднении по временной области при записи вызванного потенциала для каждого из нескольких размеров.
В первоначальной демонстрации этой техники синусоидальные и косинусоидальные составляющие подавались через фильтры нижних частот (как при записи УВП) при просмотре схемы точных проверок, чьи чёрные и белые квадраты менялись местами шесть раз в секунду. Затем размер квадратов постепенно увеличивался, чтобы получить график зависимости амплитуды вызванного потенциала от контрольного размера (отсюда и «развертка»). Последующие авторы внедрили технику развертки, используя компьютерное программное обеспечение для увеличения пространственной частоты решётки в серии небольших шагов и вычисления среднего значения во временной области для каждой дискретной пространственной частоты.
Одной развертки может быть достаточно, но может потребоваться усреднить графики, полученные для несколько разверток, с помощью усреднения, запускаемого циклом развертки.  Усреднение 16 разверток может улучшить отношение сигнал/шум графика в четыре раза.
Техника развертки оказалась полезной для измерения быстро адаптирующихся зрительных процессов., а также для записи данных у детей, где продолжительность записи необходимо мала. Норсия и Тайлер использовали эту технику для документирования развития остроты зрения и контрастной чувствительности  в первые годы жизни. Они подчеркнули, что при диагностике аномального зрительного развития, чем точнее нормы развития, тем точнее можно отличить аномальное от нормального, и с этой целью документировано нормальное зрительное развитие у большой группы детей. В течение многих лет методика развертки использовалась в клиниках детской офтальмологии (электродиагностика) по всему миру.

#### Вызванные потенциалы и  обратная связь
Этот метод позволяет УВП напрямую контролировать стимул, который вызывает УВП, без сознательного вмешательства субъекта эксперимента. Например, скользящее среднее УВП могут быть выполнены с возможностью увеличения яркости стимула шахматной доски, если амплитуда УВП падает ниже некоторого заранее определённого значения, и уменьшения яркости, если она поднимается выше этого значения. Амплитуда УВП затем колеблется около этого заранее определённого значения. Далее постепенно изменяется длина волны (цвет) стимула. Полученный график зависимости яркости стимула от длины волны представляет собой график спектральной чувствительности зрительной системы.

### Визуально вызванный потенциал
Визуально вызванный потенциал (ВВП, англ. - VEP) - это потенциал, вызванный вспышкой света или демонстрацией визуального стимула-образца, которые могут быть использованы  для выявления повреждения зрительного пути
включая сетчатку, зрительный нерв, перекрёст зрительных нервов, оптических излучений и затылочной коры.
Одно из применений - измерение остроты зрения ребёнка. Электроды помещаются на голову младенца над затылочной долей, а серое поле отображается попеременно с шахматной доской или решетчатым рисунком. Если контрольные поля или полосы достаточно велики, чтобы зрительная система ребёнка могла их обнаружить, генерируется ВВП; в противном случае ничего не генерируется. Это объективный способ измерения остроты зрения ребёнка.
ВВП может быть чувствительным к нарушениям зрения, которые не могут быть обнаружены только при физическом осмотре или МРТ, даже если он не может указывать на этиологию.
ВВП может быть аномальным при неврите зрительного нерва, оптическая нейропатия, демиелинизирующем заболевании, рассеянном склерозе, атаксии Фридрейха, дефиците витамина B12, нейросифилис, мигрень, ишемическая болезнь, опухоль, сдавливающая зрительный нерв, глазная гипертензия, глаукома, диабет, токсическая амблиопия, нейротоксичность алюминия, марганцевая интоксикация и травма головного мозга.
Его можно использовать для проверки нарушений зрения у ребёнка на наличие аномальных путей зрения, которые могут быть связаны с задержкой развития.
Компонент P100 ВВП, который является положительным пиком с задержкой около 100 мс, имеет большое клиническое значение. Дисфункция зрительного пути перед перекрёстом зрительных нервов может быть тем, где ВВП наиболее полезны. Например, у пациентов с острым тяжёлым невритом зрительного нерва отклик P100 часто теряется или сильно ослаблен. Клиническое выздоровление и визуальное улучшение сопровождаются восстановлением P100, но с ненормально увеличенной задержкой, которая может длиться неопределённо долго, и, следовательно, это может быть полезным в качестве индикатора предыдущего или субклинического неврита зрительного нерва.
В 1934 году Адриан и Мэтью заметили, что изменения потенциала затылочной ЭЭГ могут наблюдаться при стимуляции светом. Ciganek разработал первую номенклатуру для компонентов затылочной ЭЭГ в 1961 году. В течение того же года Hirsch и его коллеги зафиксировали визуально вызванный потенциал (ВВП) на затылочной доле (внешне и внутри), они обнаружили, что амплитуды, зарегистрированные вдоль шпорной борозды, были самыми большими. В 1965 году Шпельманн использовал стимуляцию шахматной доской для описания ВВП человека. Шикла и его коллеги завершили попытку локализации структур в первичном зрительном пути. Холлидей и его коллеги завершили первые клинические исследования с использованием ВВП, записав отсроченные ВВП у пациента с ретробульбарным невритом в 1972 году. С 1970-х годов до сегодняшнего дня было проведено большое количество обширных исследований с целью улучшения процедур и теорий. Такой метод также был описан и для животных.

#### Стимулы ВВП
В наши дни стимул мерцающего рассеянного света из-за высокой изменчивости как для одного, так и в отношении разных субъектов используется редко. Однако этот тип стимула удобно использовать при тестировании младенцев, животных или лиц с плохой остротой зрения. В шахматном и решетчатом рисунках используются светлые и тёмные квадраты и полосы соответственно. Эти квадраты и полосы одинаковы по размеру и представлены по одному изображению на экране компьютера.

#### Размещение электродов для ВВП
Размещение электродов чрезвычайно важно для получения хорошего отклика ВВП без артефактов. В типичной (с одним каналом) установке один электрод располагается на 2.5 см выше наружного затылочного бугра (инион), а электрод сравнения на Fz (см. Международная система размещения электродов «10—20»). Для получения большей детализации, два дополнительных электрода могут быть размещены на 2,5см над вправо и влево от Oz.

#### Волны ВВП

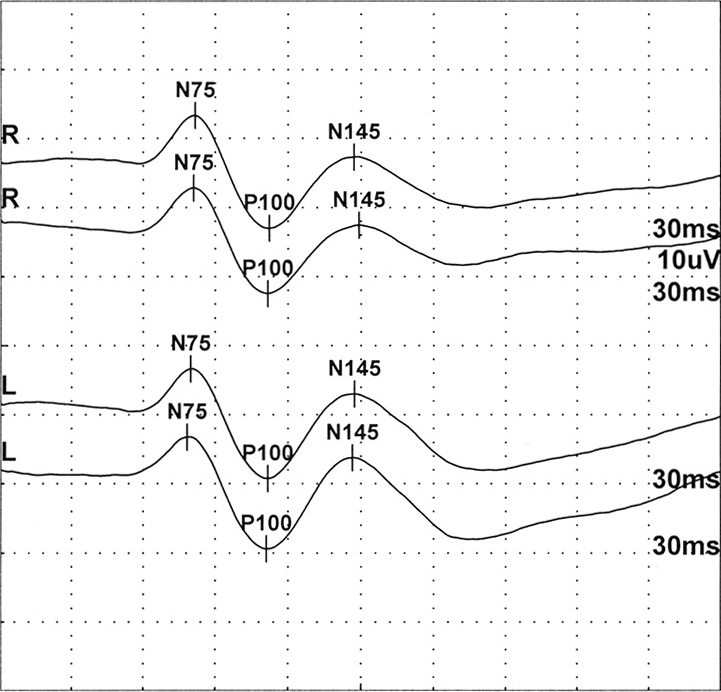
Нормальный визуально вызванный потенциал

Номенклатура ВВП определяется с помощью заглавных букв, указывающих, является ли пик положительным (P) или отрицательным (N), за которым следует число, указывающее среднюю задержку пика для этой конкретной волны. Например, P100 - это волна с положительным пиком примерно через 100 мс после начала стимула. Средняя амплитуда для волн ВВП обычно находится между 5 и 20 мкВ.
Нормальные значения зависят от используемого оборудования стимуляции (стимул вспышка от электронно-лучевой трубки или жидкокристаллического дисплея, размера поля шахматной доски и т. д.). 

#### Типы ВВП
Некоторые специфичные ВВП:
- Монокулярный разворот (наиболее распространённый) (англ. Monocular pattern reversal (most common))
- ВВП развёртки (англ. Sweep visual evoked potential)
- Бинокулярный ВВП (англ. Binocular visual evoked potential)
- Хроматический ВВП (англ. Chromatic visual evoked potential)
- полу-польний  ВВП (англ. Hemi-field visual evoked potential)
- ВВП вспышкой (англ. Flash visual evoked potential)
- LED Goggle ВВП
- визуально вызванный потенциал движением (англ. Motion visual evoked potential)
- Многофокальный ВВП (англ. Multifocal visual evoked potential)
- Многоканальный ВВП (англ. Multi-channel visual evoked potential)
- Многочастотный ВВП (англ. Multi-frequency visual evoked potential)
- Стерео-вызванный ВВП (англ. Stereo-elicited visual evoked potential)
- Устойчивый визуально вызванный потенциал (англ. Steady state visually evoked potential)

### Аудио вызванный потенциал
Аудио вызванные потенциалы (АВП; англ. AEP) могут использоваться для отслеживания сигнала, генерируемого звуком, по восходящему слуховому пути. Вызванный потенциал генерируется в улитке, проходит через  слуховой нерв, улитковые ядра, верхний оливковый комплекс, латеральную петлю, нижнее двухолмие в среднем мозге, медиальное коленчатое тело и, наконец, достигает кору.
Аудио вызванные потенциалы (АВП, англ. AEO) являются подклассом потенциалов, связанных с событиями (ПСС; англ. ERP). ПСС - это реакции мозга, привязанные ко времени и некоторому «событию», такому как сенсорный стимул, психическое событие (такое как распознавание целевого стимула) или пропуск стимула. Для АВП «событие» - это звук. АВП (и ПСС) представляют собой очень малые потенциалы электрического напряжения мозга, которые регистрируются на скальпе в ответ на слуховой раздражитель, такой как различные тоны, речевые звуки и т. д.
Стволовые аудио ВП (САВП )- это небольшие АВП, являющиеся откликами на звуковой стимул, регистрируемых с помощью электродов, размещенных на скальпе.
АВП используются для оценки функционирования слуховой системы и нейропластичности.
Их можно использовать для диагностики нарушений обучаемости у детей, а также в разработке специализированных образовательных программ детей с проблемами со слухом или когнитивными функциями.

### Соматосенсорно вызванный потенциал

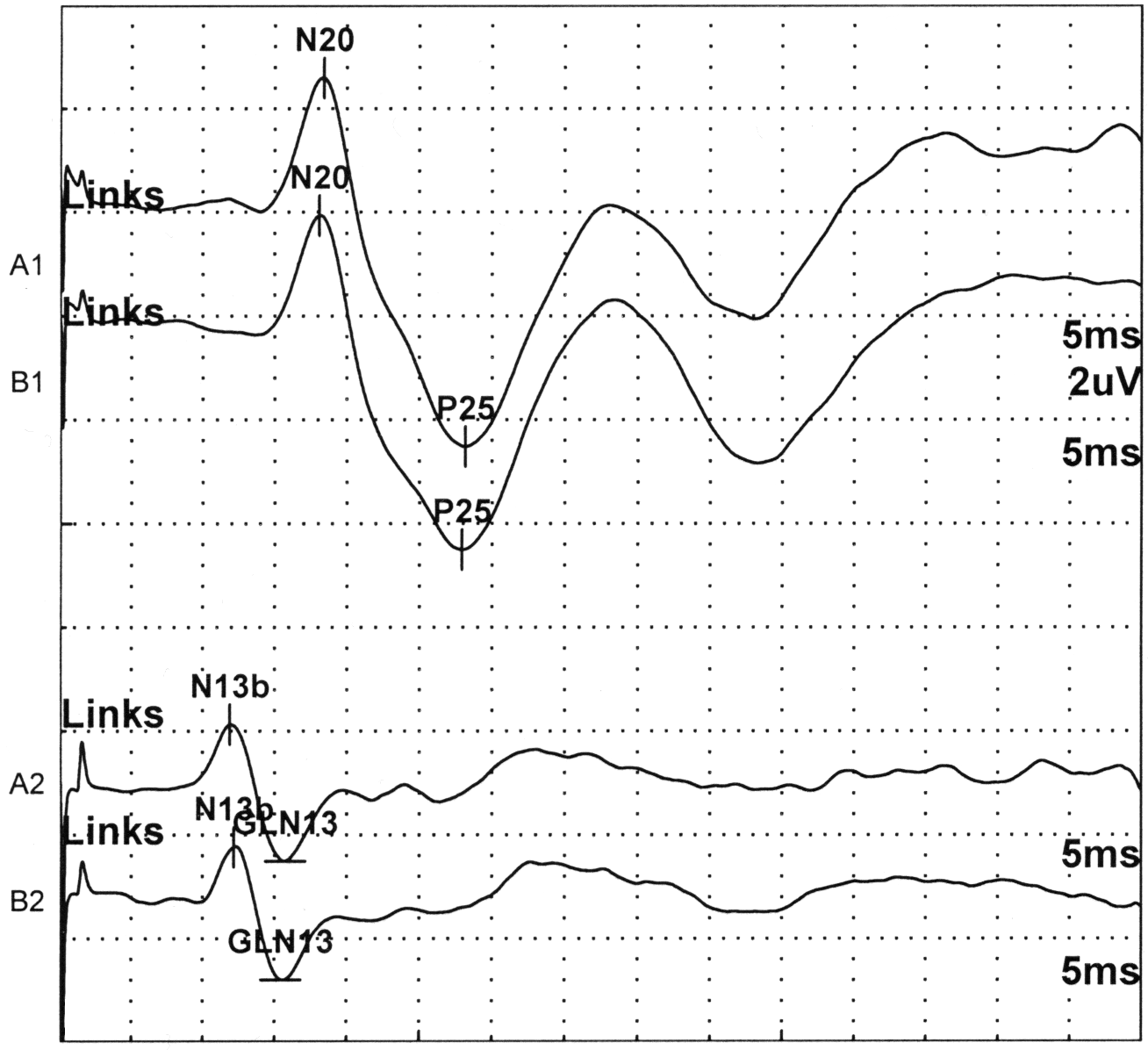
Нормальный соматосенсорно вызванный потенциал (большеберцовый нерв)

Соматосенсорно вызванный потенциал (ССВП; англ. SSEP) - это ВП головного или спинного мозга при многократной стимуляции периферического нерва. ССВП используются в нейромониторинге для оценки функционирования спинного мозга пациента во время операции. Они регистрируются путем стимуляции периферических нервов, чаще всего большеберцового нерва, срединного нерва или локтевого нерва, обычно с помощью электрического стимула. Отклик записывается со скальпа пациента.
Хотя такие стимулы, как прикосновение, вибрация и боль, могут использоваться для определения ССВП, из-за простоты и надёжности более распространено применение электрических стимулов.
ССВП могут использоваться для прогноза  состояния пациентов с тяжёлой черепно-мозговой травмой.
Так, как,  ССВП с задержкой менее 50 мс относительно не зависимы от сознания, их раннее использование для коматозного пациента может надёжно и эффективно прогнозировать исход для пациента.
Например, коматозные пациенты при отсутствие билатеральных откликов с 95% вероятностью не оправятся от комы.
Однако, необходимо быть внимательным при формировании выводов на основе на ССВП. Так, как, например, сильный наркоз и различные повреждения ЦНС, в том числе спинного мозга, могут значительно повлиять на ССВП.
Из-за очень малой величины амплитуды сигнала при достижении им скальпа пациента, и относительно высокого уровня электрических помех, вызванных фоновым ЭЭГ, ЭМГ мышцами скальпа или электрическими устройствами в комнате, сигнал должен быть неоднократно стимулирован, записан и усреднен. Использование усреднения увеличивает отношение сигнал/шум. Как правило, в операционной комнате для адекватного разрешения вызванного потенциала необходимо использовать от 100 до 1000 записей для усреднения.
Наиболее изученными характеристиками ССВП являются амплитуда и задержка пиков. Наиболее преобладающие пики были изучены и названы. Наименование каждой вершине образуется буквой и номером. Например, N20 относится к отрицательному пику (N) через 20 мс. Этот пик регистрируется в коре головного мозга при стимуляции срединного нерва. Скорее всего, это соответствует сигналу, достигающему соматосенсорной коры. При использовании в интраоперационном мониторинге постинтубационные задержка и амплитуда пика пациента относительно базисных величин являются критической частью информации. Резкое увеличение латентности или уменьшение амплитуды являются показателями неврологической дисфункции.
Во время операции большое количество анестетических газов может повлиять на амплитуду и латентность ССВП. Любой из галогенированных агентов или закиси азота увеличивает латентность и уменьшает амплитуду ответов, иногда до такой степени, что ответы уже не может быть обнаружены. По этой причине обычно используется анестетик, включающий меньше галогенированного агента и больше внутривенных снотворных и наркотических средств.

### Потенциал,  вызванный лазером
Обычные ССВП позволяют контролировать функционирование части соматосенсорной системы, связанной с такими ощущениями, как прикосновение и вибрация. Мониторинг той части соматосенсорной системы, которая транслирует сигналы боли и температуры, осуществляется с помощью потенциалов, вызванных лазером (ЛВП, англ., laser evoked potential, LEP). ЛВП создаётся с помощью тонко сфокусированного лазера, вызывающего быстрый рост температуры открытой кожи. Таким образом, в центральной нервной системе они могут позволить  обнаружить повреждения спиноталамического тракта , латеральных частей ствола головного мозга и волокон, несущих сигналы боли и температуры от таламуса к коре головного мозга. В периферической нервной системе болевые и тепловые сигналы передаются по тонким (Cи А дельта) волокнам к спинному мозгу, и ЛВП можно использовать для определения того, расположена ли невропатия в этих мелких волокнах, а не в более крупных (осязательных, вибрационных).

## Интраоперационный мониторинг
Соматосенсорно вызванные потенциалы обеспечивают мониторинг дорсальных колонн спинного мозга. Сенсорно вызванные потенциалы могут также использоваться во время операций, которые подвергают риску структуры мозга. Они эффективно используются для определения кортикальной ишемии во время операций по эндотерэктомии сонной артерии и для картирования сенсорных областей мозга во время операции на головном мозге.
Электрическая стимуляция скальпа может порождать электрический потенциал в мозге, который активирует двигательные пути пирамидных путей. Этот метод известен как мониторинг моторного транскраниально вызванного потенциала (МТВП, англ. transcranial electrical motor potential , TcMEP). Этот метод эффективно оценивает двигательные пути в центральной нервной системе во время операций, которые подвергают риску данные структуры. Двигательные пути, в том числе боковой кортикально-спинномозговой тракт, расположены в боковых и вентральных канатиках спинного мозга. Поскольку вентральный и дорсальный спинной мозг имеют раздельное кровоснабжение с очень ограниченным коллатеральным течением, синдром передней аорты (паралич или парез с некоторой сохраненной сенсорной функцией) является возможным хирургическим осложнением, поэтому важно осуществлять мониторинг, специфичный для моторных путей, как а также мониторинг дорсальных колонн.
Транскраниальная магнитная стимуляция по сравнению с электрической стимуляцией обычно считается непригодной для интраоперационного мониторинга, поскольку она более чувствительна к анестезии. Электростимуляция слишком болезненна для клинического использования у бодрствующих пациентов. Таким образом, эти два метода являются взаимодополняющими: электрическая стимуляция является выбором для интраоперационного мониторинга, а магнитная для клинических применений.

## Моторные вызванные потенциалы
Моторные вызванные потенциалы (МВП, англ. Motor evoked potentials , MEP) регистрируются с мышц после прямой стимуляции открытой моторной коры или транскраниальной магнитной или электрической стимуляции моторной коры. Транскраниальные магнитные МВП (ТмМВП, англ. Transcranial magnetic MEP, TCmMEP) потенциально предполагают клиническое диагностическое применения. Транскраниальные электрические  МВП (ТэМВП, англ. Transcranial electrical MEP, TCeMEP)  в течение нескольких лет широко использовались для интраоперационного мониторинга функциональной целостности пирамидного тракта.
В 1990-е годов предпринимались попытки мониторинга «моторных вызванных потенциалов», в том числе «моторных нейрогенно вызванных потенциалов», регистрируемых на периферических нервах, после прямой электрической стимуляции спинного мозга. Стало ясно, что эти «моторные» потенциалы были почти полностью вызваны антидромной стимуляцией сенсорных путей - даже когда запись осуществлялась с мышц (стимуляция антидромных сенсорных путей запускает миогенные реакции через синапсы на входном корневом уровне). [прояснить] Транскраниально электрически или магнитно МВП, наиболее практичный способ обеспечения чисто двигательных реакций, поскольку стимуляция сенсорной коры не может привести к нисходящим импульсам за пределами первого синапса (синапсы не могут иметь обратной хода).
МВП, индуцированные ТМС, использовались во многих экспериментах когнитивной нейробиологии. Поскольку амплитуда МВП коррелирует с двигательной возбудимостью, они обеспечивают количественный способ проверить роль различных типов вмешательства в двигательную систему (фармакологическое, поведенческое, поражение и т. д.). Таким образом, ТМС-индуцированные МВП могут служить показателем скрытой подготовки к движению или,  например, понимания смысла и повторения чужих действий, когда их видят, посредством  системы зеркальных нейронов. Кроме того, МВП используются в качестве эталона для регулировки интенсивности стимуляции с применением ТМС путём воздействии на целевые кортикальные области, отклик которых возможно, не так легко измерить, например, в контексте терапии на основе ТМС.

## Специфические техники и виды ПСС
Поскольку отдельные компоненты или комплексы компонентов ВП оказались весьма чувствительны к определённым видам психической деятельности, возникли специальные методики выделения тех или иных компонентов, а также методики анализа психических функций при помощи данных выделенных компонентов.
Наиболее значимые техники и виды ПСС: 
- Е-волна (известная так же как УНВ)
- P300
- Потенциал готовности, Bereitshaftspotenzial
- Негативность рассогласования, MMN